# Aerfer Sagittario 2
Aerfer Sagittario 2 (tiếng Ý của từ Archer – Cung thủ) là một mẫu thử máy bay tiêm kích hạng nhẹ một chỗ do Ý chế tạo, nó thực hiện chuyến bay đầu tiên vào ngày 19/5/1956. Đây là máy bay đầu tiên của Ý phá vỡ bức tường âm thanh trong chuyến bay có điều khiển khi nó đạt vận tốc Mach 1.1 lúc bổ nhào từ độ cao 13.725 m (45.000 ft). Sagittario2 dự định phục vụ với nhiệm vụ tiêm kích đánh chặn hoặc hỗ trợ chiến thuật hạng nhẹ.
Sagittario 2 dựa trên mẫu thiết kế Sagittario trước đó, Sagittario lại là một sự phát triển từ máy bay huấn luyện động cơ piston S.7 được trang bị số lượng nhỏ cho Không quân Ý.
Sagittario 2 là một máy bay có kích thước nhỏ, chế tạo hoàn toàn bằng kim loại, lắp động cơ phản lực ở mũi, họng xả của động cơ đặt ở dưới bụng giữa thân máy bay. Cánh và đuôi xuôi sau.
Buồng lái của Sagittario 2 được chuyển về phía trước so với Sagittario, được trang bị một vòm kính kiểu bong bóng. Bộ bánh đáp có 3 càng. Việc phát triển thêm nữa của Sagittario 2 được thực hiện với mẫu Ariete.

## Tính năng kỹ chiến thuật (Sagittario 2)

### Đặc điểm riêng
- Tổ lái: 1
- Chiều dài: 9,50 m (31 ft 2 in)
- Sải cánh: 7,50 m (24 ft 7 in)
- Chiều cao: 3,17 m
- Diện tích cánh: 14,5 m² (156 ft²)
- Trọng lượng rỗng: 2.300 kg (5.060 lb)
- Tải trọng: 3.300 kg (7.260 lb)
- Động cơ: 1 động cơ phản lực Rolls-Royce Derwent Mk9, lực đẩy 16,2 kN (3.593 lbf)

### Hiệu suất bay
- Vận tốc cực đại: 1.050 km/h (567 knot, 656 mph)
- Tầm bay: 765 km (413 nm, 478 mi)
- Trần bay: 14.000 m (39.360 ft)
- Vận tốc lên cao: 2.438 m/phút (7.997 ft/phút)
- Lực nâng của cánh: 228 kg/m² (47 lb/ft²)
- Lực đẩy/trọng lượng: 0,49

### Vũ khí
- 2 pháo Hispano-Suiza 30 mm, 200 viên mỗi khẩu
- Dưới cánh mang được 2 quả bom 227 kg (500 lb) hoặc 2 thùng napalm 318 kg (700 lb), hoặc 2 súng máy, hoặc 12 rocket 7,62 cm (3 in)

### Máy bay có cùng sự phát triển
- Ambrosini S.7
- Ambrosini Sagittario
- Aerfer Ariete
- Aerfer Leone

### Máy bay có tính năng tương đương
- Yak-23